# Awadhi
Język awadhi – język indoaryjski używany przez około 2,5 mln osób w północnych Indiach zwłaszcza w regionie Awadh (Ajodja, ang. Oudh) w stanie Uttar Pradeś, również w stanach Bihar i Madhja Pradeś. Posługuje się nim również około pół miliona ludzi w przygranicznych rejonach Nepalu. Często bywa uważany za dialekt języka hindi, zwłaszcza że edukacja odbywa się w standardowym hindi.

## Historia
Awadhi wykształcilo się ze średniowiecznego dialektu apabrańśa ardhamagadhi prawdopodobnie na początku II tysięclecia n.e.

## Literatura w awadhi
Przed kodyfikacją hindi w XIX w. na bazie dialektu khari boli awadhi stanowił najważniejszy, obok bradżu, dialekt literacki szeroko pojętego tzw. obszaru językowego hindi (hindī bhāṣī kṣetr). Najsławniejszym dziełem jest wersja Ramajany Ramćaritmanas autorstwa wielkiego poety Tulsidasa, nazywana często w skrócie Tulsiramajana.